# Schützenbergmoor

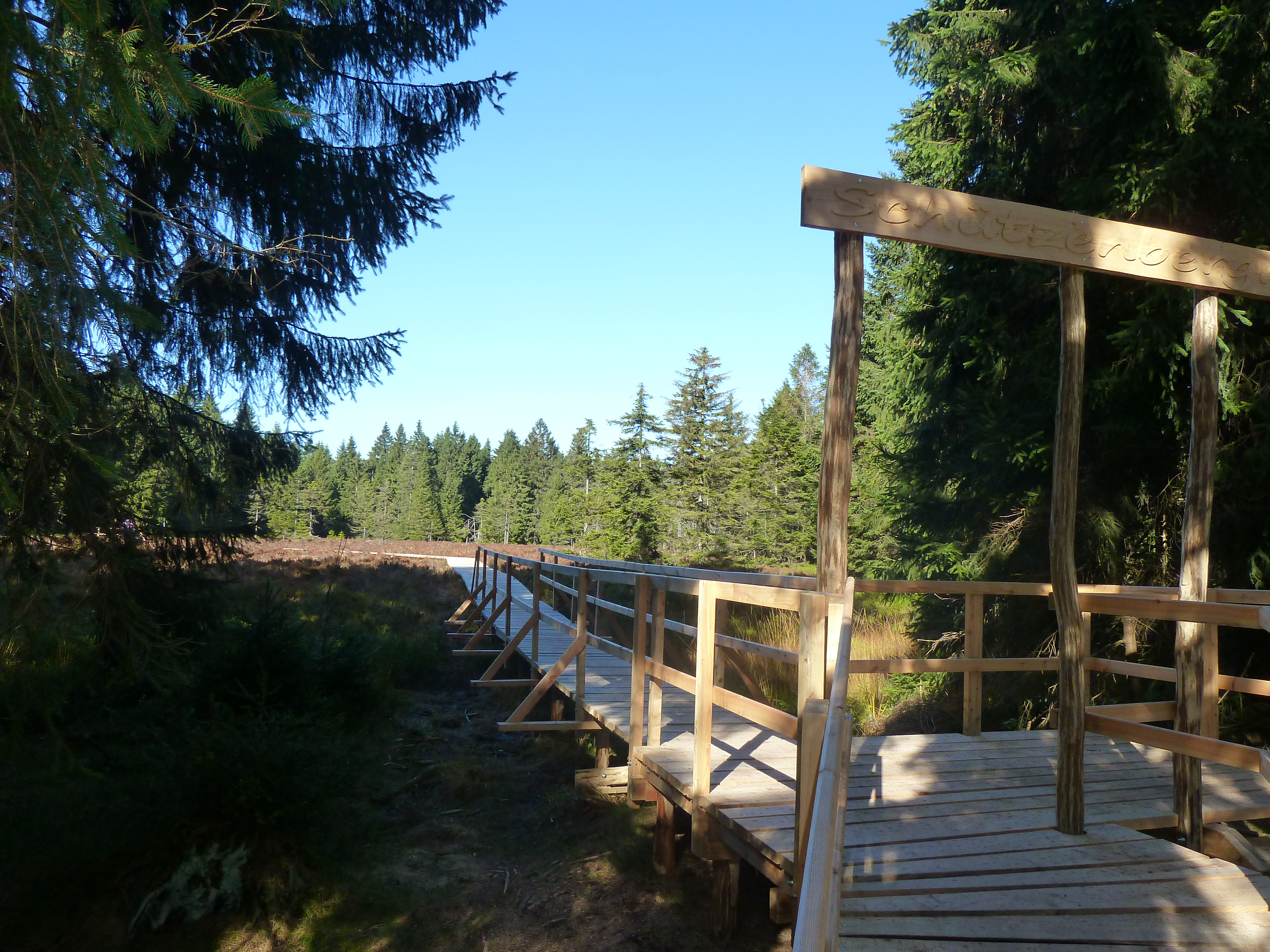
Blick auf das Moor

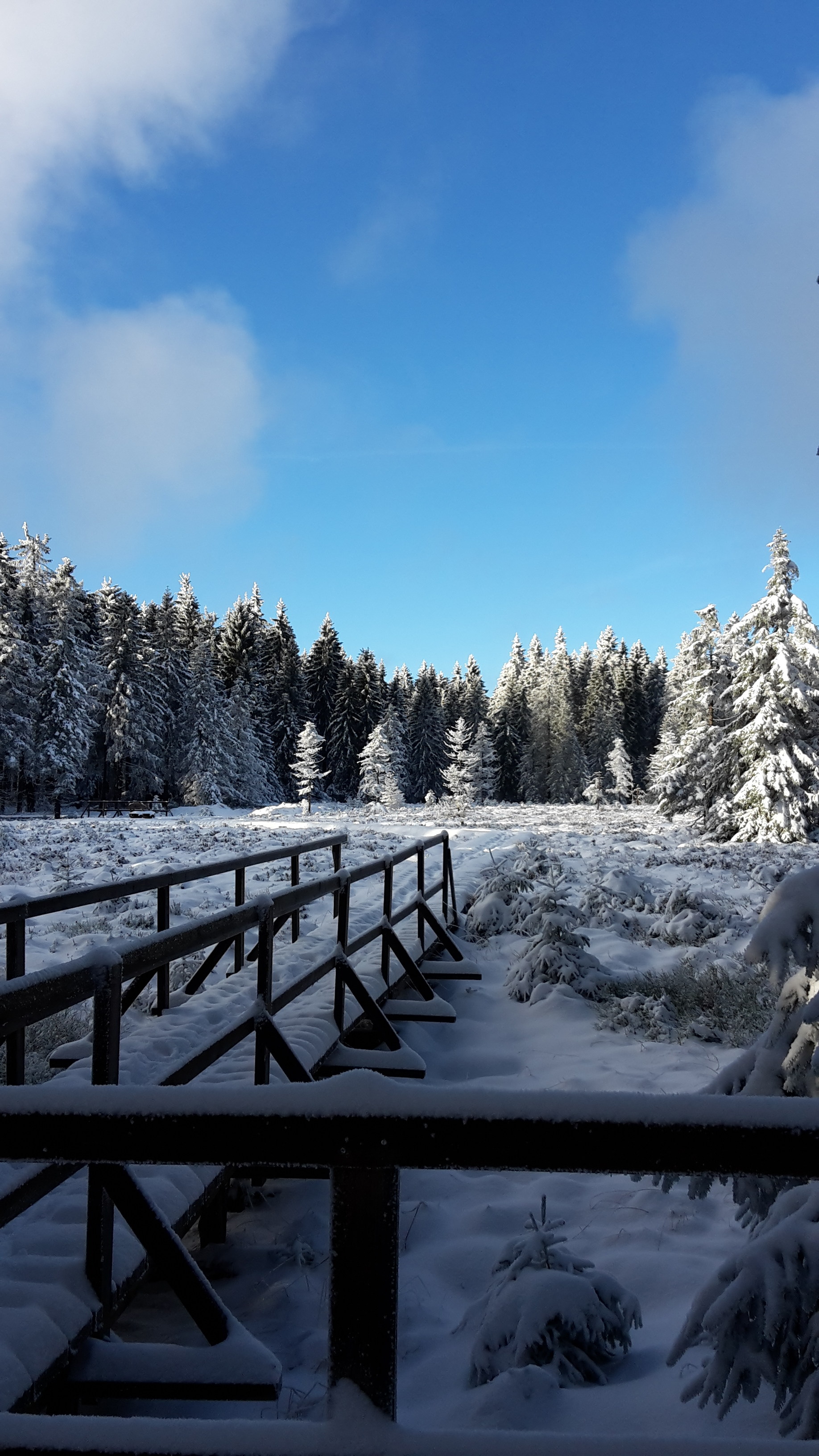
Schützenbergmoor im Winter

Das Schützenbergmoor liegt im Landkreis Schmalkalden-Meiningen in Thüringen an einem Wanderweg zwischen Rondell bei Oberhof über den Stein 16, Adelsruh nach Zella-Mehlis. Es ist seit 1967 ein Naturschutzgebiet, welches 2012 rekonstruiert mit einem Pfad aus Holzplanken begehbar gemacht wurde.
Das Moorgebiet umfasst ca. 5,21 ha. Die größte Mächtigkeit des Moores beträgt 2,5 Meter. Es zählt zu den sogenannten Hochmooren (lt. Informationstafel am Moor).

## Geografie und Klima
Das Moor liegt auf einer Höhe von 890 m ü. NHN. Im Jahr fallen dort etwa 1.230 Millimeter Niederschlag und die Jahresmitteltemperatur beträgt 5 °C. Durchschnittlich gibt es 180 Nebeltage pro Jahr im Schützenbergmoor.

## Flora und Fauna
Es wachsen moortypische Pflanzen wie Torfmoose, Moosbeere, Rundblättriger Sonnentau und Wollgras auf dem Gebiet. Zwergspitz und Erdmaus, sowie Waldeidechsen und Grasfrösche bewohnen das Moor.

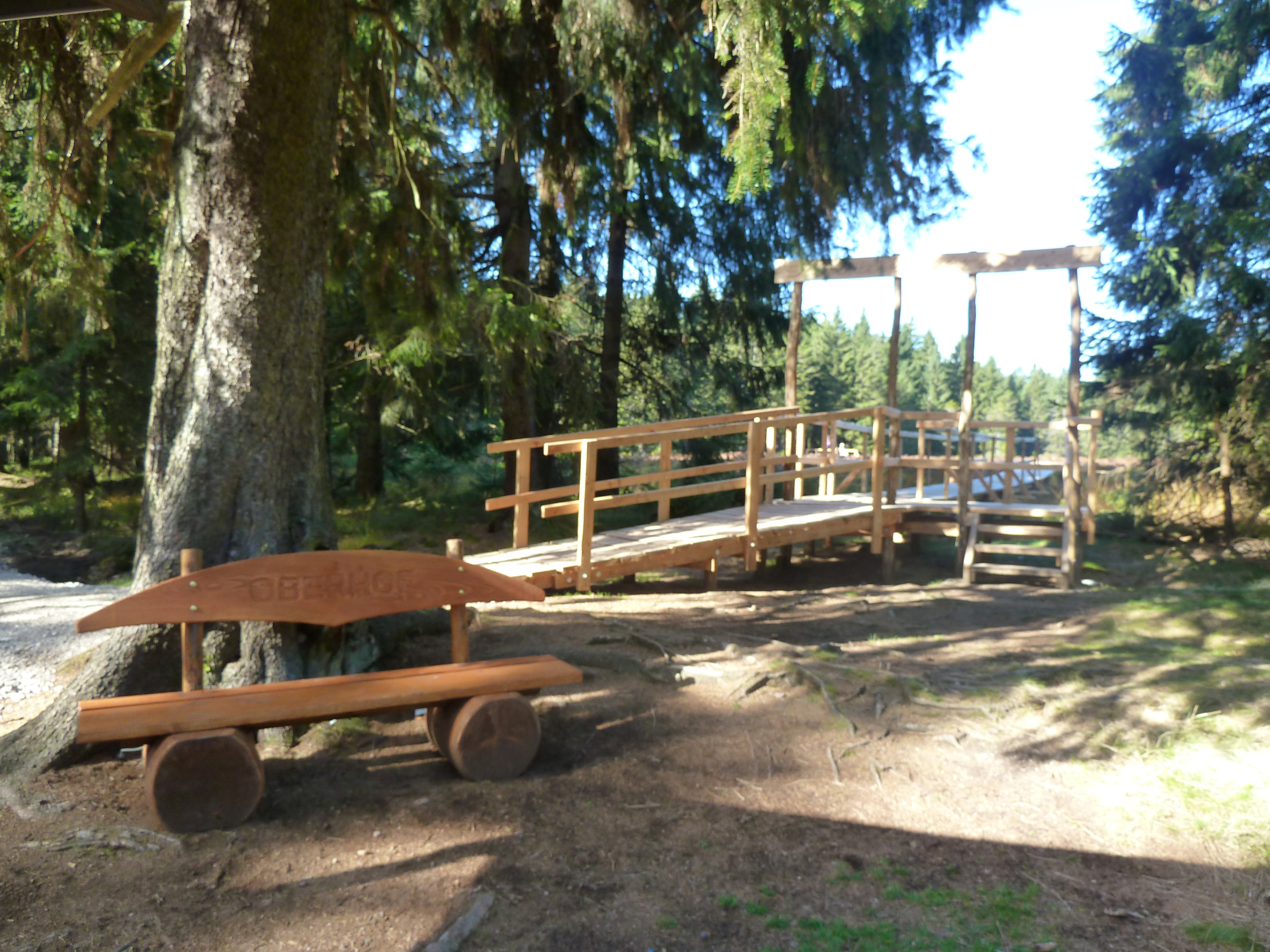
Infotafel und Eingang zum Moor